# Уигтаун

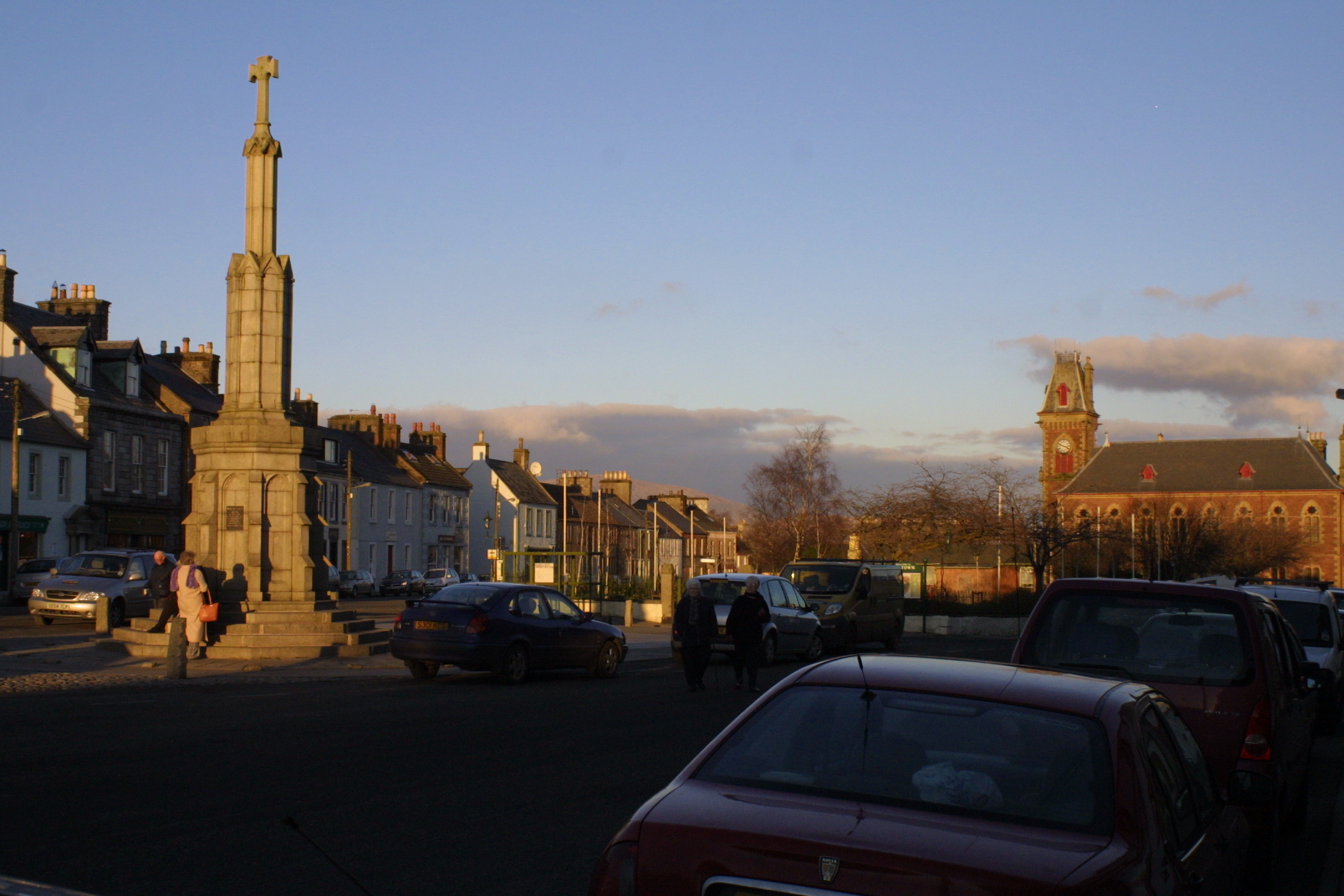
Улицы города

Уи́гтаун (англ. Wigtown, гэльск. Baile na h-Uige) — небольшой город на юге Шотландии в области Дамфрис-энд-Галловей. Находится восточнее города Странрар и южнее городка Ньютон Стюарт. Известен город как "Национальный Книжный Городок Шотландии" благодаря большому количеству книжных магазинов с использованными книгами, а также благодаря местному книжному фестивалю.

## Происхождение названия

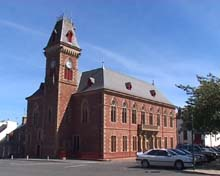

У.Ф.Х. Николайзен предложил два объяснения топонима Уигтаун. По одной из версий, это означало "место обитания", от древнеанглийского "виктон"; однако, если это то же самое, что и Уигтон в Камбрии, который в 1162 году назывался "Виггетон", а в 1262 году "Вигетон", это может быть "ферма Вигки". Другие источники предполагают, что скандинавский корень с "Vik" означает "залив", давая происхождение как перевод "город на берегу залива".